# Yas Sénégal
Pour les articles homonymes, voir Free.
Cet article concerne l'opérateur télécom au Sénégal. Pour la maison mère à Madagascar, voir Yas (entreprise). Pour le chanteur, voir Yas.
Yas Sénégal et Mixx by Yas, anciennement Free Sénégal et Free Money, est un opérateur téléphonique, filiale d'AXIAN Telecom. Il est spécialisé dans la téléphonie mobile, l'internet et services financiers au Sénégal.

## Histoire
Le 2 mai 2018, le consortium Saga Africa Holdings composé de Xavier Niel (via sa société de portefeuille NJJ), de Yérim Habib Sow (via Teyliom) et le Groupe Axian annonce le rachat complet Tigo Sénégal, deuxième opérateur mobile du pays.
Le 1er octobre 2019, Tigo Sénégal disparaît au profit de Free Sénégal, Xavier Niel propriété de la marque Free en France, et également investisseur entre autres, de Free Sénégal via son fonds d'investissement NJJ au capital de Free au Sénégal. 
Free, Free mobile ou leur maison-mère Iliad. L'ensemble des offres sont revues et le service de transfert d'argent Free Money est lancé,.
Fin 2019, Le service de transfert d'argent Free Money est lancé et se pose en concurrent direct du service Orange Money.
Courant mars 2020 est lancé Free Business, une offre destinée aux entreprises sénégalaises.
Avec l'acquisition de 80% de l'actionnariat par Axian Telecom, Free devient Yas le 27 novembre 2024.

### Lancement
Le 1er octobre 2019 sont présentés 4 offres mobiles de 1 000 FCFA à 10 000 FCFA pour 30 jours. Trois de ces offres propose l'accès au service Whatsapp en illimité.

## Identité visuelle

Logo de Tigo Sénégal.
Logo de Free Sénégal de 2019 à 2024.
Logo de Yas depuis 2024.